# Francesco Feo
Francesco Antonio Feo (født 1691 i Napoli, død 28. januar 1761 sammesteds) var en italiensk komponist. 
Feo var sammen med Durante og Leonardo Leo grundlæggeren af den såkaldte napolitanske skole i musikken. Efter 1740 blev han forstander for sin berømte lærer Domenico Gizzis sangskole i Napoli. Kontrapunkt studerede han hos Pitoni i Rom. Han nævnes som en fremragende mester, hvis værker, der både omfattede operaer, oratorier, messer etc., stod højt i anseelse i sin tid.

## værker
- L'amor tirannico, ossia Zenobia (Napoli 1713, Innsbruck 1716)
- Lucio Papirio (Napoli, 1717)
- La forza della virtù (Napoli, 1719)
- Teuzzone (Napoli, 1720)
- Siface, re di Numidia (Napoli, 1723)
- Morano e Rosina (1723)
- Don Chisciotte della Mancha e Coriando lo speciale (Roma, 1726)
- Ipermestra (Roma, 1728)
- Arianna (Torino, 1728)
- Il Tamese (Napoli, 1729)
- Andromaca (Roma, 1730)
- L'Issipile (Torino, 1733)
- Oreste (Madrid, 1738)
- Polinice (Madrid, 1738)
- Arsace (Torino, 1740)